# 张安顺 (1959年)
張安順（1959年4月—），男，漢族，河南舞陽人。1981年10月參加工作，1986年8月加入中國共產黨。

## 生平
1981年10月，進入中國人民銀行河南省分行工作。2005年12月至2014年5月，先後於河南銀監局、寧夏銀監局、河南銀監局擔任副局長。2014年5月，升任廈門銀監局局長。2015年10月，調任山西銀監局局長。2018年11月，出任河南銀保監局巡視員。2019年7月，正式退休。
2020年7月20日，山西省紀委監委宣布張安順涉嫌嚴重違紀違法，正在接受紀律審查和監察調查。2021年1月28日，遭到开除党籍处分。